# 翁古爾島
翁古爾島（挪威語：Ongul）是南極洲的島嶼，長2.4公里，是弗拉特韋爾群島的最大島嶼，位於呂佐夫-霍爾姆灣的東面入口處，該島嶼根據挪威探險隊的空中照片被繪入地圖。
69°1′S 39°32′E / 69.017°S 39.533°E